# A Dramatic Experience
A Dramatic Experience es el segundo álbum de estudio del grupo estadounidense The Dramatics. Fue publicado en octubre de 1973 a través de Volt Records.

## Recepción de la crítica
Un escritor no especificado de la revista Record World comentó: “Los creadores de éxitos establecidos han reunido otro conjunto funky de números vocales sólidos. [...] producción espectacular de Tony Hester es tan dramática como debería ser”. Un escritor no especificado de la revista Cash Box escribió: “Otro excelente álbum conmovedor de The Dramatics destacado por su éxito «Hey You! Get Off My Mountain», este LP también destaca por su mensaje lírico antidrogas que se presenta de manera conmovedora en «The Devil Is Dope», «Jim, What’s Wrong with Him?» y «Beware of the Man (With the Candy in His Hand)». «Now You Got Me Loving You» y «Fell for You» son ejemplos de la habilidad consumada del grupo para interpretar baladas tiernas de manera exquisita. Un increíble paquete visual complementa las excelentes selecciones incluidas en este álbum”.  Un escritor no especificado de la revista Billboard describió el álbum como “un conjunto sobresaliente de un grupo que ya se ha establecido como una fuerza importante dentro del mercado del soul” y elogió los “excelentes arreglos vocales con un fuerte acompañamiento orquestal” de las canciones.

## Lista de canciones
Todas las canciones escritas y compuestas por Tony Hester.
Lado uno
1. «The Devil Is Dope» – 5:25
2. «You Could Become the Very Heart of Me» – 2:47
3. «How You Got Me Loving You» – 4:24
4. «Fell for You» – 3:23

Lado dos
1. «Jim, What's Wrong with Him?» – 4:50
2. «Hey You! Get Off That Mountain» – 3:30
3. «Beautiful People» – 3:49
4. «Beware of the Man (With the Candy in His Hand)» – 2:59

## Créditos y personal
Créditos adaptados desde las notas de álbum de A Dramatic Experience.
Personal técnico
- Tony Hester – productor, arreglos
- John Allen – arreglos
- Paul Riser – arreglos
- Jim Vitti – ingeniero de audio
- Don Horne – ingeniero de audio, mezclas
- Ron Gorden – director artístico, director creativo
- David Hogan – director artístico
- Larry Shaw – director creativo
- Ellis Chappell – ilustración

## Posicionamiento
| Gráfica (1973)                             | Pico de posición |
| ------------------------------------------ | ---------------- |
| Estados Unidos (Billboard Top LPs & Tape)  | 86               |
| Estados Unidos (Billboard Soul LPs)        | 11               |
| Estados Unidos (Cash Box Top 100 Albums)   | 71               |
| Estados Unidos (Record World Album Chart)  | 90               |
| Estados Unidos (Record World R&B LP Chart) | 14               |